# Lockbetet (film, 1980)
Lockbetet (engelska: Cruising) är en amerikansk thrillerfilm från 1980. Filmen regisserades av William Friedkin.
Filmen handlar om Steve Burns, en polis som jobbar under täckmantel på jakt efter en seriemördare som tar kontakt med sina offer på BDSM-barer i New York.
Filmen blev inte väl mottagen när den släpptes. Vid Razziegalan 1981 blev den nominerad för flera priser, bland annat sämsta regi, sämsta manus, och sämsta film. Trots den negativa kritiken fungerar filmen som en tidskapsel. Den skildrar en slags miljö som förändrades drastiskt i och med att Aids-epidemin bröt ut några år efter filmens premiär.

## Rollista (i urval)
- Al Pacino – Steve Burns
- Paul Sorvino – Edelson
- Karen Allen – Nancy Gates